# Mahamane Jean Padonou
Mahamane Jean Philippe Padonou, né le 23 août 1954 à Maradi et mort le 3 mai 2020 à Niamey, est un entrepreneur et un homme politique nigérien.

## Biographie
Diplômé de l'Institut des transports et du transit d'Abidjan, il travaille pour différentes entreprises de transport au Niger à partir de 1976, avant de créer sa propre entreprise, Unitraf, en 1984. Dans les années 1990, il fonde d'autres sociétés au Bénin et en Côte d'Ivoire.

### Carrière politique
À partir de 1988, il est consultant pour Mamadou Tandja, alors membre du Conseil militaire suprême au pouvoir. Lorsque celui-ci est élu président de la république pour le parti MNSD-Nassara en 1999, Padonou est nommé conseiller spécial du président. Il quitte ce poste en 2004 à la suite d'un désaccord et adhère au parti RSD-Gaskiya, dont il est vice-président de 2006 à 2011. En 2009-2010, il est deuxième vice-président de l'Assemblée nationale.
En 2011, il est exclu du parti RSD-Gaskiya pour s'être opposé au ralliement du parti à Mahamadou Issoufou au deuxième tour de l'élection présidentielle. En 2014, il crée son propre parti, l'Assemblée pour la démocratie et le progrès (CDP-Marhaba Bikhum), dont il devient le président. Candidat à l'élection présidentielle de 2016, il n'obtient que 0,35% des voix, se classant quatorzième sur quinze candidats. Il est nommé conseiller du président Mahamadou Issoufou.
Il meurt du covid-19 le 3 mai 2020 à Niamey.